# Nanna Svartz

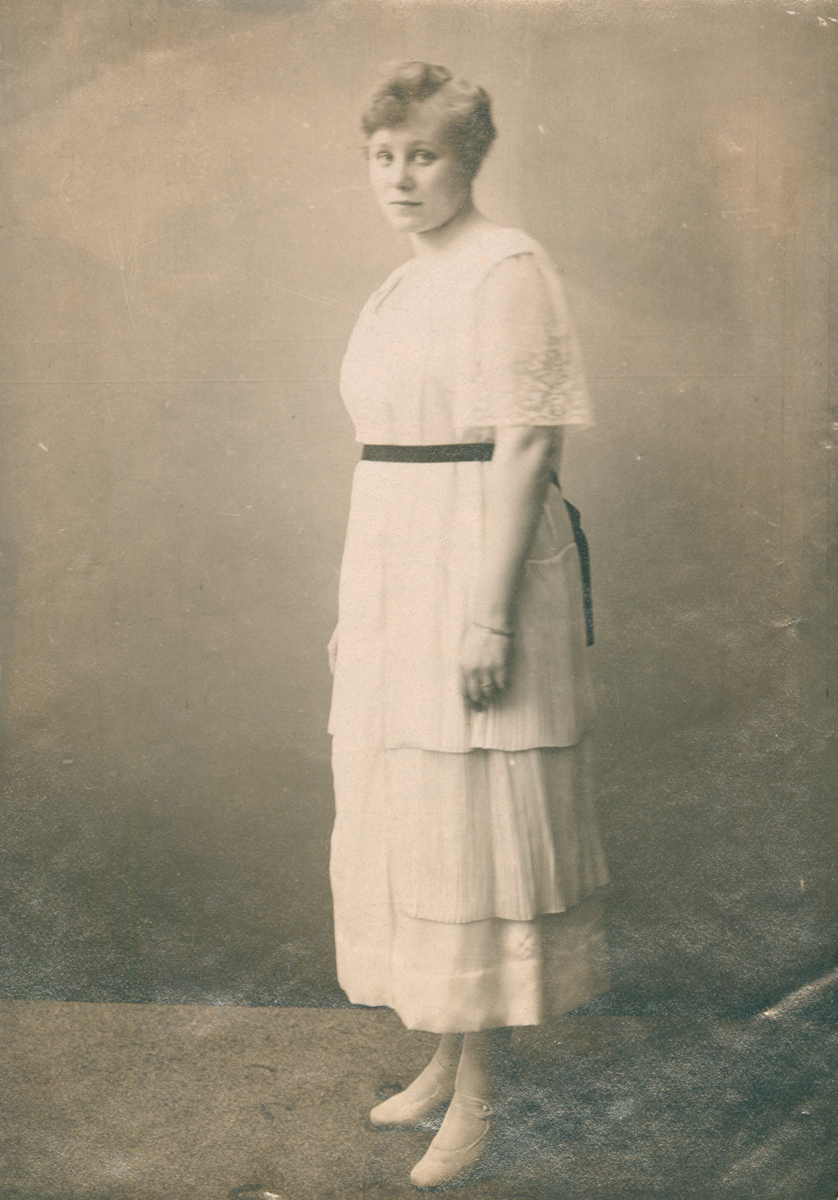
Nanna Charlotta Svartz

Nanna Charlotta Svartz (* 25. Juli 1890 in Västerås domkyrkoförsamling, Västerås (Gemeinde), Schweden; † 3. April 1986 in Stockholm, Schweden) war eine schwedische Medizinerin und Hochschullehrerin. Sie war die erste Professorin an einer öffentlichen Universität in Schweden.

## Leben und Werk
Svartz war das jüngste von fünf Kindern, von denen alle vier ihrer Geschwister in jungen Jahren an Tuberkulose starben. Ihr Vater war promovierter Lateinlehrer an der Västerås Higher General School, Anshelm Svartz. Da die öffentlichen Gymnasien in Schweden erst ab 1927 Mädchen aufnahmen, wurde sie in Stockholm an einer privaten Schule, der Åhlinska-Schule, unterrichtet. Sie begann 1911 mit einer weiteren Studentin und 16 männlichen Studenten ihr Medizinstudium, da Frauen seit den 1880er Jahren am Karolinska-Institut studieren konnten.
Sie begann in dem Labor von Emil Holmgren ihre erste wissenschaftliche Forschung und publizierte 1913 eine Arbeit im Anatomischen Anzeiger. 1918 erwarb sie ein Lizentiat in Medizin und Israel Holmgren sagte ihr für 1919 eine Vertretung in seiner Klinik zu, denn viele Professoren duldeten grundsätzlich nur männliche Mitarbeiter. Bereits als Studentin gehörte Svartz der Vereinigung weiblicher Ärzte (Kvinnliga läkares permanenta kommitté (KLPK)) an, zu der unter anderem auch Karolina Widerström, Ada Nilsson und Andrea Andreen gehörten und deren wichtigstes Anliegen es war, Ärztinnen die Arbeit in öffentlichen Kliniken zu ermöglichen. 1916 gründete sie zusammen mit Widerström, Nilsson und Andreen den Ständigen Ausschuss der Gynäkologen (heute Verband der Gynäkologen). Erste wichtige Aufgabe des Ausschusses war es, sich für das Recht der Gynäkologen auf Ämter im öffentlichen Gesundheitsdienst einzusetzen. Erst 1925 wurde mit dem Kompetenzgesetz diesen Forderungen entsprochen.
1918 heiratete sie den späteren Kinderarzt Nils Malmberg, mit dem sie 1929 eine Tochter bekam. Svartz arbeitete zunächst als Assistenzärztin an den beiden medizinischen Universitätskliniken des Karolinska-Instituts in Stockholm unter den Professoren Hans Christian Jacobaeus und Israel Holmgren. 1920 grassierte eine Typhusepidemie in Stockholm und sie nahm täglich Blutproben und züchtete Bakterien an. Sie war nicht geimpft, blieb aber im Gegensatz zu einer Kollegin von einer Infektion verschont. Im selben Jahr erhielt sie ein Reisestipendium und besuchte in Paris mit einem Empfehlungsschreiben Fernand Widal im Hôpital Cochin. Anschließend besuchte sie zusammen mit ihrem Mann Italien und München, wo sie Friedrich von Müller und Siegfried Thannhauser traf. Sie arbeitete dann in dem Serafimerlasarettet in Stockholm, um möglichst vielseitige Erfahrungen zu sammeln, da das Krankenhaus als erstes modernes Krankenhaus in Schweden auch ein Anziehungspunkt für ausländische Ärzte war.
In ihrer Dissertation wies sie 1927 erstmals auf die Tatsache hin, dass Gasbrandbakterien den abnormen Gärungsprozess im Darm bei schweren Darmkatharrleiden verursachen. Aus solchen Untersuchungen ergab sich später die Entwicklung von Azopyrin, das nicht nur bei schweren Darmleiden, sondern auch zur Behandlung von Gelenkrheumatismus verwendet wurde. Ihre Forschungsarbeiten waren so bemerkenswert, dass sie schon 1931 als Direktorin der Laboratorien des Serafimerlazaretts berufen wurde.
Sie wurde 1935 Oberärztin in einem städtischen Krankenhaus und im folgenden Jahr in der Universitätsklinik im Serafimer Krankenhaus eingesetzt. Zeitweise übernahm sie die Vertretung von Professor Homgreen. König Gustaf V. unterzeichnete am 17. Dezember 1937 ihre Ernennungsurkunde zur Professorin als Nachfolgerin von Israel Holmgren. Sie erregte damals viel Aufmerksamkeit in den Medien, da sie die erste Frau auf einer staatlichen Professur wurde.
In den 1940er Jahren wurde sie mit der Planung des Forschungsinstituts von König Gustav V. beauftragt, dessen erste Direktorin sie von 1948 bis 1960 war und an dem sie über rheumatische Erkrankungen forschte. Am Karolinska-Krankenhaus leitete sie den Aufbau einer Rheumatologieklinik, deren Leiterin sie von 1954 bis 1957 war.
In den Positionen, in denen sie arbeitete, gehörte sie zu den wenigen Frauen und trennte Beruf und Privatleben. Um Autorität unter Kollegen und Studenten zu erlangen, nahm sie gewisse Zeichen männlicher Professionalität an und trug immer Anzug und Krawatte.

## Eigene Praxis
Ab 1927 betrieb sie bereits eine private Praxis, wo sie viele Kranke der Stockholmer Gesellschaft behandelte. Eine ihrer berühmten Patientinnen war die Botschafterin der Sowjetunion in Schweden, Alexandra Michailowna Kollontai. Einen Empfang bei Wjatscheslaw Michailowitsch Molotow nutzte sie dazu, sich für den schwedischen Industriellen Raoul Wallenberg einzusetzen. Dieser hatte durch sein Eingreifen die Deportation tausender Juden aus dem von Deutschen besetzten Budapest verhindern können. Ein weiterer prominenter Patient war der finnische Marschall und spätere Staatspräsident Carl Gustaf Emil Mannerheim, den sie bis zu seinem Tode in Lausanne begleitete, und sie gehörte auch zu den Ärzten des schwedischen Königs Gustav V.
Svartz war Mitglied und Ehrenmitglied zahlreicher medizinischer und wissenschaftlicher Gesellschaften. Durch Studien- und Kongressreisen sowie öffentliche Aufträge hatte Svartz viele internationale wissenschaftliche Kontakte. In Zusammenarbeit mit dem Schweizer Alfred Gigon wurde 1946 ein erstes Treffen mit schweizerischen und skandinavischen Ärzten in Basel arrangiert. Sie baute mit Gigon ein internationales Netzwerk auf und gründete mit ihm 1949 die International Society of Internal Medicine mit Sitz in Basel.
Svartz veröffentlichte über 400 wissenschaftliche Arbeiten in mehr als 60 Jahren. Ihren ersten medizinischen Artikel veröffentlichte sie 1913 als Studentin und den letzten 1981. Von den 109 Publikationen, die sie nach 1945 veröffentlichte, widmeten sich insgesamt 38 dem Rheumafaktor. Außerdem veröffentlichte sie 1948 die populärmedizinische Zeitschrift Gastrointestinal Diseases.
Svartz forschte in ihrem Labor am Karolinska-Krankenhaus bis 1983, als sie im Alter von 93 Jahren in den Ruhestand ging.

## Salazopyrin
Ende der 1930er Jahre versuchte Svartz in ihren Forschungen das neue Sulfapräparat Sulfapyridin mit Salicylsäure zur Behandlung von Gelenkentzündungen bei chronischer Arthritis zu kombinieren. In Zusammenarbeit mit dem Pharmaunternehmen Pharmacia wurde das Medikament Salazopyrin entwickelt und 1940 auf den Markt gebracht. Es zeigte eine gute Wirkung sowohl auf die Entzündung in den Gelenken bei chronischer Arthritis als auch auf die Entzündung im Darm bei Colitis ulcerosa. Es wird nach etwas mehr als einem halben Jahrhundert immer noch verwendet und wurde als erstes eigenes Arzneimittel von Pharmacia beschrieben.

## Ehrungen

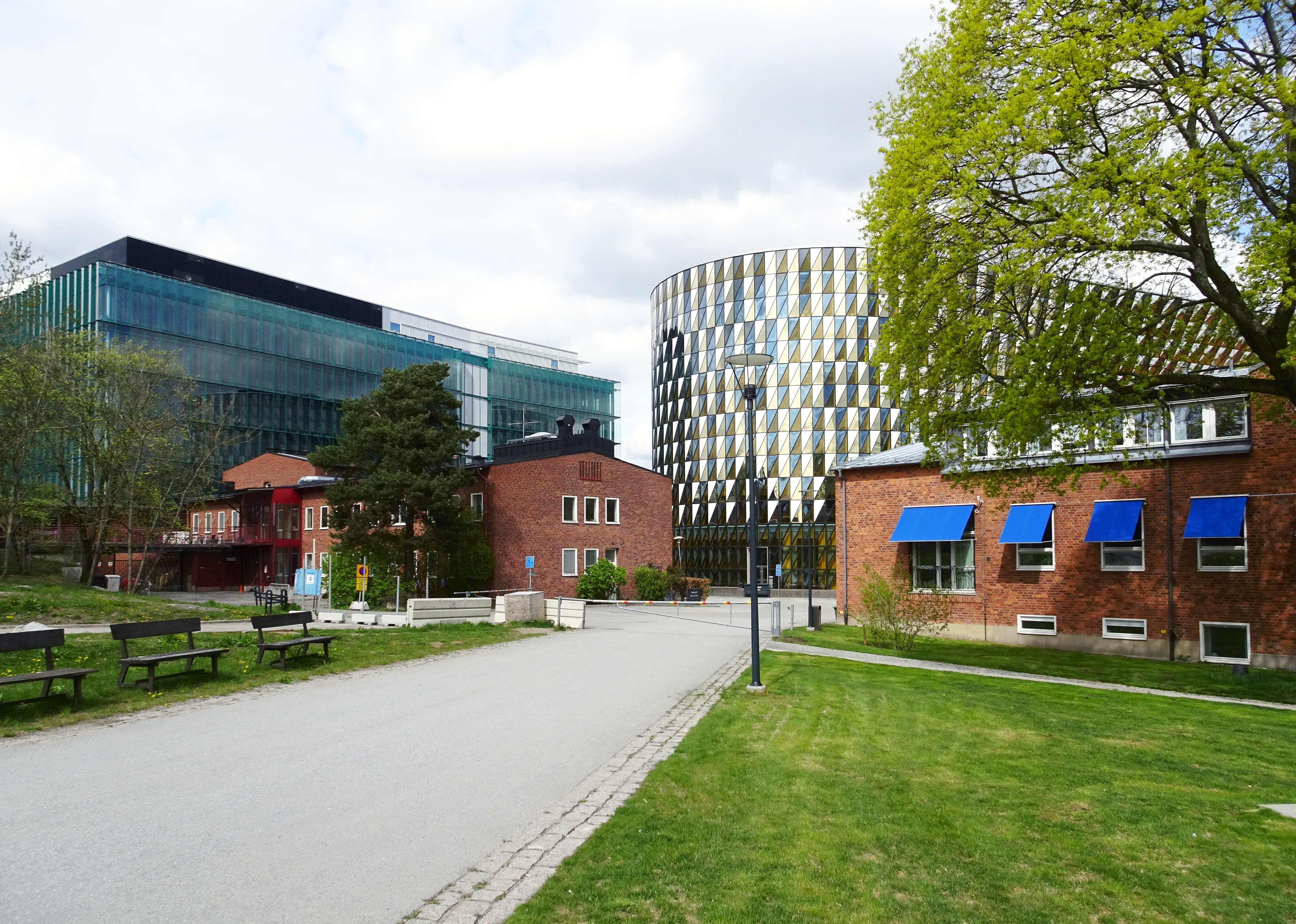
Nanna Svartz väg auf dem Solna-Campus des Karolinska-Instituts

- Ehrendoktorwürde des Rockefeller College
- Ehrendoktorwürde der Universität Turku
- Am 31. Mai 1966 wurde sie zum ausländischen korrespondierenden Mitglied der Académie nationale de médecine gewählt.[7]
- Die Professor-Nanna-Svartz-Stiftung fördert die wissenschaftliche Forschung auf dem Gebiet der Inneren Medizin.
- Das Auditorium des Karolinska-Universitätskrankenhauses trägt ihren Namen.
- Benennung der Nanna Svartz gata in ihrer Heimatstadt Västerås.
- Ein internationaler Nanna-Svartz-Vortrag wird jährlich von der Schwedischen Gesellschaft für Rheumatologie veranstaltet.
- Der Nanna-Svartz-Preis wird jährlich an einen verdienten jungen schwedischen Rheumatologen verliehen.

## Veröffentlichungen (Auswahl)
- Macroglobulins provoking haemagglutination in rheumatoid arthritis and other disease. Almqvist & index operum Nanna Svartz Bd. 1971. Wiksell, Stockholm, S. 1–105.
- mit K. Schlossmann: En ny reaktion vid kronisk polyartrit. Nord Med 1949(42), S. 1390–1410.
- mit K. Schlossmann: Experimental investigations into the hemagglutitnation test in rheumatoid arthritis (preliminary report). Acta Med Scand 140, 1951, S. 152–155.